# Neckarsteg (Stuttgart)
Der Neckarsteg war eine Fußgängerbrücke über den Neckar im Stuttgarter Stadtbezirk Bad Cannstatt.
Das Bauwerk war 158 m lang und 210 t schwer. Es kostete rund 1,9 Millionen DM, rund 400 Kubikmeter Holz wurden verarbeitet. Bei seiner Eröffnung galt der Steg als neuntlängste überdachte Holzbrücke der Welt.

## Bau

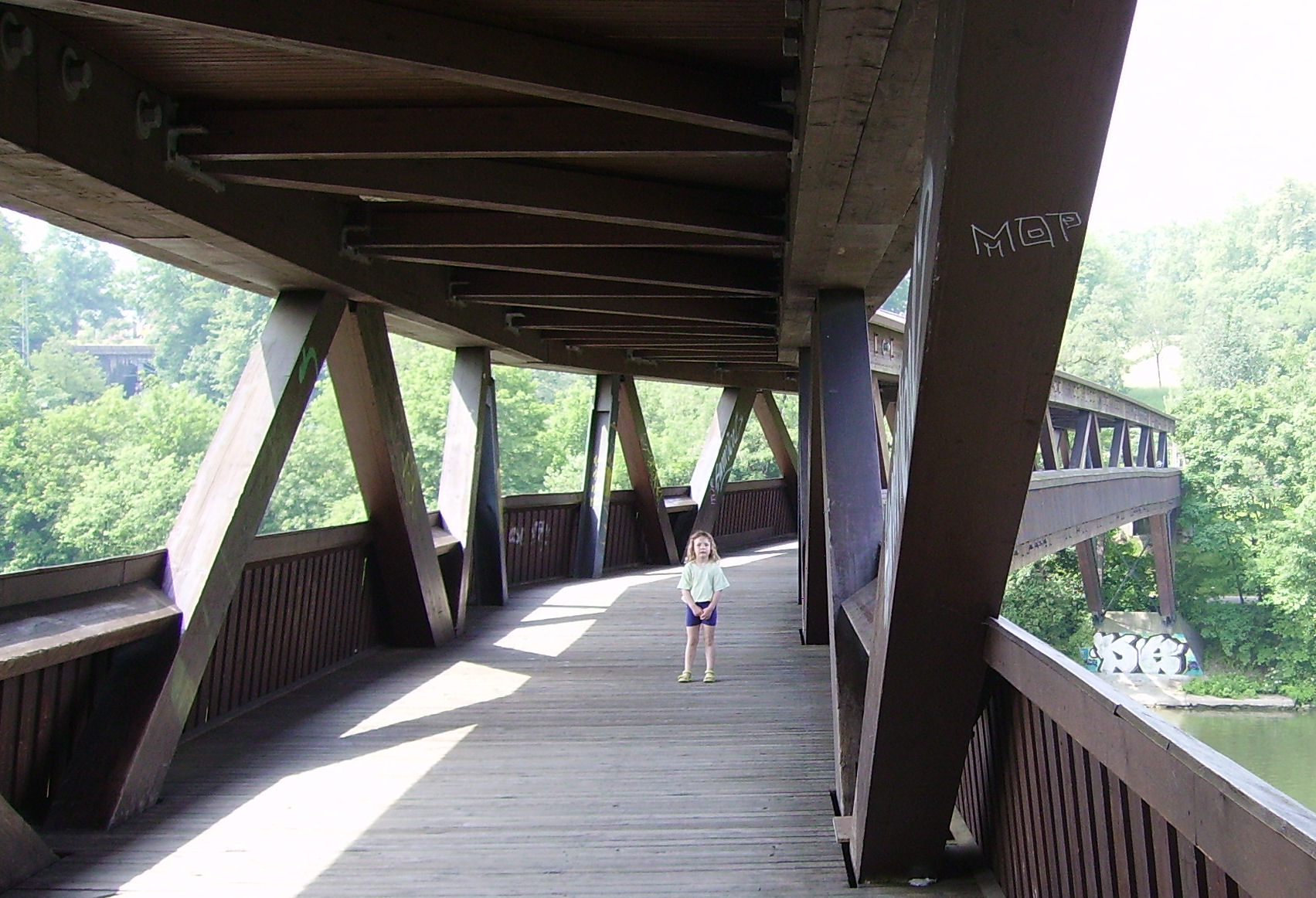
Neckarsteg

Die Brücke wurde zur Bundesgartenschau 1977 gebaut um Bad Cannstatt mit dem Rosensteinpark verbinden. Es sollte ursprünglich eine Stahlbrücke gebaut werden, jedoch wurde aus Kostengründen eine Holzkonstruktion gewählt.
Der Bau begann im Sommer 1976. Einen Monat vor Eröffnung gab ein Kranausleger nach, sodass ein Teil der Konstruktion im Wasser landete. Trotz des Unfalls konnte die Brücke rechtzeitig zur Eröffnung der Bundesgartenschau am 29. April 1977 eröffnet werden. Die Pläne für die Brücke stammten von Dieter Sengler, ehemals Professor an der Hochschule für Technik Stuttgart für den Holzbau, und Julius Natterer.

## Abriss und Neubau
Die Brücke musste im Zuge des Projekts Stuttgart 21 einer neuen Neckarbrücke weichen. Diese dient sowohl dem Eisenbahnverkehr als auch Fußgängern und Radfahrern zur Neckarquerung. Anfang Juni 2016 begann der Abriss des Stegs. Am 14. Juli 2016 wurde ein 72 Meter langes Stück des Steges ausgehoben, das zweite, gut 60 Meter lange Teil wurde Ende November 2016 abgebaut.
Zwischen dem Abriss des Stegs und der Freigabe der neuen Neckarbrücke mussten die Fußgänger Umwege in Kauf nehmen. Die Kosten des Abrisses waren in den 35 Millionen Euro Baukosten für die neue Neckarbrücke enthalten. Laut Angaben des Bahnprojekts habe es verschiedene Anfragen gegeben, die Holzkonstruktion in irgendeiner Form weiterzuverwenden. Dies funktionierte aus abfallrechtlichen Gründen jedoch nicht, so das Bahnprojekt. Bei einem Erhalt des Stegs wäre mittelfristig eine umfassende Sanierung notwendig geworden.
Darüber hinaus wurde erwogen, die benachbarte Rosensteinbrücke zum Verbindungsweg für Fußgänger und Radfahrer umzufunktionieren. Diese Pläne wurden jedoch zugunsten einer Einbindung in den Neubau der neuen Eisenbahnbrücke verworfen. Der Neubau hängt unter der Eisenbahnbrücke und wird über neue Zugangswege erschlossen. Die Eröffnung des „Neuen Neckarstegs“ fand am 20. April 2021 statt. Mit knapp 170 m Länge und 4,5 m Breite ist er etwas größer dimensioniert und schwebt mit ca. 6 m (lichte Durchfahrtshöhe) auch höher über dem Neckar.